# Gentilés de France V
Pour un article plus général, voir Gentilés de France.
Gentilés des communes françaises par ordre alphabétique
- A
- B
- C
- D
- E
- F
- G
- H
- I
- J
- K
- L
- M
- N
- O
- P
- Q
- R
- S
- T
- U
- V
- W
- X
- Y
- Z

1. Valanjou : Valanjevins(es)
2. Valence (Drôme) : Valentinois(es)
3. Valenciennes : Valenciennois
4. Valentigney : Boroillots
5. Vallauris : Vallauriens
6. Vallères : Vallerois
7. Valloise : Vallouisiens ou Vallouisais
8. Valréas : Valréassiens, Valréassiennes
9. Vandœuvre-lès-Nancy : Vandopérien(ne)s
10. Vannes : Vannetais
11. Varangéville : Varangévillois
12. Vars : Varsins
13. Vauhallan : Vauhallanais
14. Vaulx-en-Velin : Vaudais
15. Vauréal : Vauréaliens
16. Vaux-en-Bugey : Vauxois
17. Velaux : Velauxiens
18. Vendenheim : Fédinois
19. Venelles : Venellois
20. Vercors (le) : Vertacomicoriens
21. Verges (Jura) : Bergearels et Bergearelles (en patois local)
22. Versailles : Versaillais
23. Le Vésinet : Vésigondins
24. Vichy : Vichyssois, Vichyssois, Vichyssoise, Vichyssoises ; l'adjectif vichyssois, vichyssois, vichyssoise, vichyssoises se rapporte aussi au Régime de Vichy
25. Vienne (Isère) : Viennois
26. Les Vigneaux : Vignolains
27. Villandry : Colombiens
28. Villar-d'Arêne : Faranchins
29. Villebon-sur-Yvette : Villebonnais
30. Villecresnes : Villecresnois
31. Ville-d'Avray : Dagovéraniens
32. La Ville-du-Bois : Urbisylvains
33. Villedieu-les-Poêles : Sourdins
34. Villefranche  (homonymie)
  - Villefranche-sur-Saône : Caladois
35. Villejuif : Julittois ou Villejuifois
36. Villeloin-Coulangé : Villaloupéens, Villaloupéennes
37. Villeneuve  (homonymie)
38. Villeneuve-lès-Bouloc : Villeneuvociens
39. Villeurbanne : Villeurbannais
40. Vireux-Molhain : Viroquois, Viroquoises
41. Vireux-Wallerand : Viroquois, Viroquoises
42. Viry-Châtillon : Castelvirois
43. Vitré :
  - Vitré (Ille-et-Vilaine) : Vitréens, Vitréennes
  - Vitré (Deux-Sèvres) : id.
44. Vitrolles : Vitrollais
45. Vitry  (homonymie)
  - Vitry-le-François : Vitryats
  - Vitry-sur-Seine : Vitriots, Vitriotes
46. Vivy : Vétusiens
47. Voh : Vohiens
48. Vorges-les-Pins : Vorgiens, Vorgiennes
49. Vouillé (Vienne) : Vouglaisiens et Vouglaisiennes
50. Voisins-le-bretonneux : "Vicinois"

## Pour approfondir